# Funkcja tożsamościowa
Zasugerowano, aby zintegrować ten artykuł z artykułem operator jednostkowy (dyskusja). Nie opisano powodu propozycji integracji.
Funkcja tożsamościowa (funkcja identycznościowa, tożsamość, identyczność) – funkcja danego zbioru w siebie, która każdemu argumentowi przypisuje jego samego. Intuicyjnie: funkcja, która „nic nie zmienia”.
W niektórych dyscyplinach matematycznych zamiast słowa funkcja używa się słów odwzorowanie lub przekształcenie.
Gdy funkcja jest określona na specyficznej dziedzinie czy przeciwdziedzinie, to używa się też innych nazw. Np. funkcjonał – funkcja z przestrzeni wektorowej na ciało liczbowe, operator – funkcja z przestrzeni wektorowej na przestrzeń wektorową itp.

## Definicja
Funkcją tożsamościową (identycznościową) zbioru {\displaystyle S} nazywa się funkcję {\displaystyle \operatorname {i} _{S}\colon S\to S} daną dla każdego {\displaystyle x\in S} wzorem
{\displaystyle \operatorname {i} _{S}(x)=x.}
Zwykle funkcję tę oznacza się symbolem zawierającym małą lub dużą literę i lub 1, spotyka się też symbol id. Do najpopularniejszych oznaczeń należą {\displaystyle \operatorname {id} _{S},} {\displaystyle \operatorname {I} _{S},} {\displaystyle \operatorname {1} _{S},} choć dwa ostatnie symbole często oznaczają funkcję charakterystyczną zbioru {\displaystyle S.}
Jeżeli nie prowadzi to do nieporozumień, to opuszcza się indeks dolny wskazujący zbiór, na którym określono funkcję tożsamościową, pisząc: {\displaystyle \operatorname {id} ,} {\displaystyle \operatorname {I} ,} {\displaystyle \operatorname {1} .}
W języku teorii mnogości, gdzie funkcja definiowana jest jako szczególny rodzaj relacji dwuargumentowej, funkcja tożsamościowa dana jest jako relacja tożsamościowa lub przekątna {\displaystyle M.}

## Własności

Wykres funkcji tożsamościowej określonej na liczbach rzeczywistych.

Jeżeli {\displaystyle f\colon M\to N} jest dowolną funkcją, to {\displaystyle f\circ \operatorname {id} _{M}=f=\operatorname {id} _{N}\circ f,} gdzie {\displaystyle \circ } oznacza złożenie funkcji. W szczególności {\displaystyle \operatorname {id} _{M}} jest elementem neutralnym (identycznością) monoidu wszystkich funkcji {\displaystyle M\to M.}
Ponieważ element neutralny w monoidzie wyznaczony jest jednoznacznie, to funkcję identycznościową na {\displaystyle M} można zdefiniować również jako wspomniany element neutralny. Taka definicja uogólnia się do pojęcia morfizmu identycznościowego w teorii kategorii, gdzie endomorfizmy {\displaystyle M} nie muszą być funkcjami.
Funkcja identycznościowa jest wzajemnie jednoznaczna. W szczególności odwzorowanie tożsamościowe dowolnej struktury algebraicznej jest jej automorfizmem.

## Przykłady
Funkcja liniowa postaci {\displaystyle x\mapsto x} jest tożsamością na zbiorze liczb rzeczywistych.